# Zachary Grey
Pour les articles homonymes, voir Grey.
Zachary Grey, né le 6 mai 1686 à Burniston (North Riding) où il est mort le 25 novembre 1766 à , est un juge de paix et historien britannique.

## Biographie
Il exerce sa profession de juge de paix dans le Yorkshire. Il est surtout connu pour l'édition de Hudibras (2 vol, Londres, 1744 et 1799), d'un Essai sur le caractère du roi martyr Charles Ier (1738) et des Notes critiques, historiques et explicatives sur Shakespeare (2 vol, 1755).